# سعید قهاری
سعید قهاری (زاده ۵ فروردین ۱۳۳۱ در اسدآباد، همدان - درگذشته ۵ اسفند ۱۳۸۵ در جهنم‌دره، خوی) نظامی ایرانی بود، که در جنگ ایران و عراق از اعضای سپاه پاسداران انقلاب اسلامی به‌شمار می‌آمد. وی پیش‌تر فرمانده لشکر ۳ حمزه بود. او در جریان درگیری با پژاک کشته شد که برخی منابع نیز علت کشته‌شدن وی را سقوط هلیکوپتر مطرح کردند. وی سابقه فرماندهی لشکر ۳ حمزه، جانشینی قرارگاه نجف، فرماندهی تیپ ۱۸ الغدیر و ریاست ستاد قرارگاه حمزه را دارد.

## زندگی‌نامه
سعید قهاری در تاریخ ۵ فروردینِ ۱۳۳۱ در روستای چنار علیا، در اسدآباد، همدان زاده شد. او که از خانواده‌ای مذهبی بود که با اتمام تحصیلات ابتدایی در روستا به همدان رفت و دیپلم خود را در این شهر گرفت. او هم‌زمان با انجام خدمت سربازی برای ۲ سال و فراگیری فنون نظامی در حکومت پهلوی، با شرکت در تظاهرات‌ها مبارزات خود را بر علیه رژیم شاهنشاهی آغاز کرد. با وقوع انقلاب ۱۳۵۷ ایران او در سال ۱۳۵۸ به سپاه پیوست و اندکی بعد فرمانده بسیج همدان شد.

## مسئولیت‌ها در سپاه
قهاری که فرمانده بسیج همدان بود، بعدتر جانشین فرمانده سپاه همدان شد و پس از آن فرمانده سپاه نهاوند گردید، سپس به فرماندهی سپاه در سنقر که در آن زمان به درگیری با نیروهای مخالف دولت مشغول بود منصوب شد. در سال ۱۳۶۵ پس از سه سال فعالیت در سنقر به فرماندهی تیپ انصارالرسول جوانرود منصوب شد، سپس فرماندهی پاوه را برعهده گرفت. در این دوره، با شرکت در عملیات والفجر ۱۰ در جریان جنگ ایران و عراق توسط سلاح‌های شیمیایی دچار مصدومیت شد.
پس از پاوه به جانشینی تیپ انصارالرسول در شاخ شمیران و اورامانات منصوب شد و با گذران یک دورهٔ فشردهٔ فنون عالی نظامی بار دیگر به مریوان فرستاده شد و به فرماندهی سپاه و تیپ مریوان منصوب شد. با گذشت سه سال به قائم‌مقامی قرارگاه شهید شهرامفر در سنندج گماشته شد که بعد از ۶ ماه به توصیهٔ احمد کاظمی (فرماندهٔ وقت قرارگاه حمزه که بعدها در حادثه سقوط هواپیما کشته شد) برای فرماندهی قرارگاه شهید کاوه در بانه منصوب شد. پس از آن جانشین لشکر ۳ حمزه ارومیه شد، که در جریان درگیری با اشرار در اشنویه در یک خانه در سال ۱۳۷۳، برای بار پنجم از ناحیهٔ پا زخمی شد. قهاری سپس به ریاست ستاد قرارگاه حمزه سیدالشهدا منصوب شد و در مجموع برای مدت ۹ سال در این جایگاه فعالیت می‌کرد. سپس با توجه به شرایط وقت، جانشین قرارگاه نجف در کرمانشاه شد و برای مدت سه سال نیز در این جایگاه فعالیت نمود. وی سپس به‌عنوان فرمانده ارشد سپاه در یزد و به فرماندهی تیپ ۱۸ الغدیر منصوب شد و نزدیک به سه سال نیز فرماندهی این تیپ را برعهده داشت. در آبان ۱۳۸۵ به فرماندهی لشکر ۳ نیروی مخصوص حمزه سیدالشهدا منصوب شد.

## کشته شدن
با گذشت حدود ۴ ماه از فرماندهی لشکر ۳ نیروی مخصوص سپاه، در تاریخ ۵ اسفند ۱۳۸۵ در ارومیه همراه با ۱۳ تن دیگر کشته شد. گفته شد که وی بر اثر سقوط بالگرد ۲۱۴ هوانیروز در جریان بازدید از عملیات علیه حزب پژاک در منطقه شمال‌غرب ایران جان باخت. بنابه نوشتهٔ خبرگزاری فارس وی «در حادثه درگیری با اشرار در شمال غرب کشور و سقوط بالگرد در شهر خوی به همراه جمعی از نیروهای سپاه و ارتش» جان باخت. یک روز پس از این حادثه در اطلاعیه‌ای که توسط سپاه منتشر شد علت حادثه «شرایط بد آب و هوایی» اعلام شد. بعداً برخی رسانه‌های حکومتی خبر دادند که یک تیم ۱۵ نفره از سپاه پاسداران پس از توقف هلیکوپتر در مناطق مرزی، از طرف نیروهای پژاک محاصره شدند و سرانجام ۱۴ نفر از آنان از جمله سعید قهاری کشته شدند و یکی نیز به اسارت درآمد که بعداً اعدام شد.
در حالی که منابع خبری ایران در گزارش‌های خود در تاریخ ۵ اسفند علت حادثه را سقوط به دلیل شرایط نامساعد جوی اعلام کرده بودند، پژاک در تاریخ ۶ اسفند، با انتشار اطلاعیه‌ای که در کردستان عراق در اختیار خبرنگاران قرار داده بود، مدعی شد که یکی از سرنشینان هلیکوپتر را دستگیر کرده و سرتیپ سعید قهاری، فرمانده لشکر سوم نیروی زمینی سپاه را به قتل رسانده‌است.

## خانواده
او دارای پنج خواهر و چهار برادر بود. همسرش فرحناز رسولی، در خصوص سال‌های زندگی با شوهرش گفته بود: «زمستان سال ۶۳ بود که با هم ازدواج کردیم، از همان موقع برحسب نیاز به همراه حاج سعید به شهرهای مرزی کردستان رفتم، ۲۳ سال زندگی مشترک را در فضایی آکنده از معنویت و در خانواده پاسداری در کنار هم تجربه کردیم، هر کدام از فرزندان مان در یکی از شهرهای مرزی متولد شده و با توکل برخدا و یاری خدا و با مشکلات جنگ و جبهه بزرگ شدند.» از سعید قهاری دو پسر به نام‌های عباس و احمد و دو دختر به نام‌های بنت‌الهدی و فاطمه به جا مانده‌است.
در سال ۱۳۸۷ کتاب خاطرات او در شمارگان ۲۰۰۰ نسخه توسط بنیاد شهید و امور ایثارگران استان همدان منتشر شد.